# Perry Robinson
Perry Morris Robinson (New York, 17 september 1938 – Jersey City, 2 december 2018) was een Amerikaanse jazzklarinettist.

## Biografie
Perry Robinson was de zoon van folkzanger en componist Earl Robinson. Hij groeide deels op in Hollywood om daarna vanaf 1953 de High School of Music and Art in New York te bezoeken. Tijdens deze periode werd hij gesmeed door James Collis en Tony Scott, met wie hij jamde. Na zijn muziekstudie bezocht hij in 1959 de Lenox School of Jazz, waar hij werd beïnvloed door Ornette Coleman en Don Cherry. Na een oponthoud in Spanje behoorde hij in 1961 tot de band van Tete Montoliu en tot de eerste golf van de freejazzavant-garde en speelde hij met Bill Dixon, Archie Shepp, Paul Bley, Henry Grimes en Sunny Murray. Tijdens zijn militaire diensttijd (1963 tot 1965 in Panama) vormde hij een trio met Bill Folwell en Tom Price, waarmee hij vervolgens optrad in New York.
Eind jaren 1960 was hij betrokken bij Carla Bleys Escalator over the Hill en Charlie Hadens Liberation Music Orchestra. De in 1972 begonnen, tot minstens 2006 durende samenwerking met Gunter Hampel had hem langdurig gekenmerkt. Midden jaren 1970 speelde hij met Dave Brubeck en diens zoons in de band Two Generations of Brubeck. Van 1975 tot 1977 werkte Robinson in Duitsland samen met de klarinetband Clarinet Contrast, die de interesse voor de klarinet in het eigentijdse jazzcircuit weer deed opleven. Met Mike Morgenstern formeerde hij midden jaren 1990 in de Verenigde Staten de eveneens door het samenspel van meerdere klarinetten gekenmerkte Licorice Factory. Tijdens de late jaren 1980 had hij 's zondagsmiddags de show in de JazzMagic in de Blue Note, waarin hij naast muziek ook goocheltrucs presenteerde.
Daarnaast had Robinson gewerkt met eigen bands, maar ook met het New Yorkse undergroundcircuit (b.v. Allen Ginsberg, Tuli Kupferberg en The Fugs), Rozanne Levine's Christal Clarinets en met Burton Greene's band Klezmokum. In 2009 vond in New York met hem als solist de première plaats van Gary M. Schneiders Concerto for Jazz Clarinet & String Orchestra met het Hoboken Chamber Orchestra.
Tussen 1967 en 1984 won hij in de criticipoll van het Amerikaanse muziektijdschrift DownBeat als klarinettist, die meer aandacht verdiende, acht keer de nummer 1-positie.
Sinds 1990 was Robinson voortdurend te gast tijdens het Zelt-Musik-Festival in Freiburg. Tot aan zijn dood was hij 29 keer erbij. In totaal bracht hij meer dan een jaar door bij het ZMF. In 2007 was hij de eerste ereprijsdrager van het festival. In 2014 werd hij ter gelegenheid van zijn 75e verjaardag geëerd met de galanacht van het festival. Hij werd genoemd als de goede geest van het festival.

## Overlijden
Perry Robinson overleed in december 2018 op 80-jarige leeftijd.

## Discografie
- ????: Perry Robinson 4: Funk Dumpling met Kenny Barron, Henry Grimes, Paul Motian
- 1979: Clarinet Summit: You Better Fly Away (met John Carter, Gianluigi Trovesi, Theo Jörgensmann, Bernd Konrad, Ernst-Ludwig Petrowsky, Didier Lockwood, Stan Tracey, Eje Thelin, Kai Kanthak, J.F. Jenny-Clark, Günter 'Baby' Sommer, Aldo Romano)
- 1990: P. Robinson Quartet: Call To The Stars (met Simon Nabatov, Ed Schuller, Ernst Bier)
- 1991: John Fischer Environ Days (met Lester Bowie, Marion Brown, Charles Tyler, Arthur Blythe)
- 1991: G. Hampel: Celestial Glory (met Jeanne Lee, Mark Whitecage, Thomas Keyserling)
- 1992: German Clarinet Duo Materialized Perception
- 1997: Lou Grassi’s PoBand: Mo’ Po (met Herb Robertson, Wilber Morris, Steve Swell)
- 2004: Anat Fort: A Long Story (met Schuller, Motian)
- 2009: Burton Greene / Perry Robinson: Two Voices in the Desert
- 2012: Perry Robinson / Michael Zerang / Rapahel Roginski / Wacław Zimpel: Yemen: Music of the Yemenite Jews
- 2017: Clarinet Summit Clarinet Summit met Theo Jörgensmann, Gianluigi Trovesi, Bernd Konrad, Sebastian Gramss, Albrecht Maurer, Günter 'Baby' Sommer en Annette Maye.

## Geschriften
- Perry Robinson & Florence Wetzel: The Traveler 2002; ISBN 978-0595215386.